# 9076 Shinsaku
9076 Shinsaku è un asteroide della fascia principale. Scoperto nel 1994, presenta un'orbita caratterizzata da un semiasse maggiore pari a 2,2801657 UA e da un'eccentricità di 0,0512504, inclinata di 7,32280° rispetto all'eclittica.